# Bennettitales
Bennettitales (o cicadeoideales) es un orden extinto de plantas con semillas que apareció por primera vez durante el período Triásico y que se extinguió hacia el final del Cretácico.  Algunas especies se caracterizaban por gruesos troncos y hojas pinnadas compuestas con una semejanza superficial a las de las cícadas, distinguiéndose principalmente por la distribución de los estomas sindetocelicos. Además son muy características sus células de la epidermis con bordes ondulados.
Comprende dos grupos, Cycadeoidaceae, representada por Cycadeoidea, Cycadella y Monanthesia, que presentan robustos troncos y strobilus (conos que actúan como estructuras reproductivas) biesporangiado, y Williamsoniaeae, que incluye Williamsonia, Williamsoniella, Wielandella e Ischnophyton con troncos delgados, ramificados y strobilus biesporangiado o monoesporangiado. 
Bennettitales ha sido incluido en Anthophyta desde hace algún tiempo y se consideran parientes cercanos de las angiospermas por sus estructuras similares a flores. Sin embargo, otros estudios morfológicos afirman que Anthophyta podría ser polifilético, con Bennetitales más estrechamente relacionado con Cycadophyta (cícadas), Ginkgophyta (ginkgos) y Pinophyta (coníferas) que con las plantas con flores.

## Galería

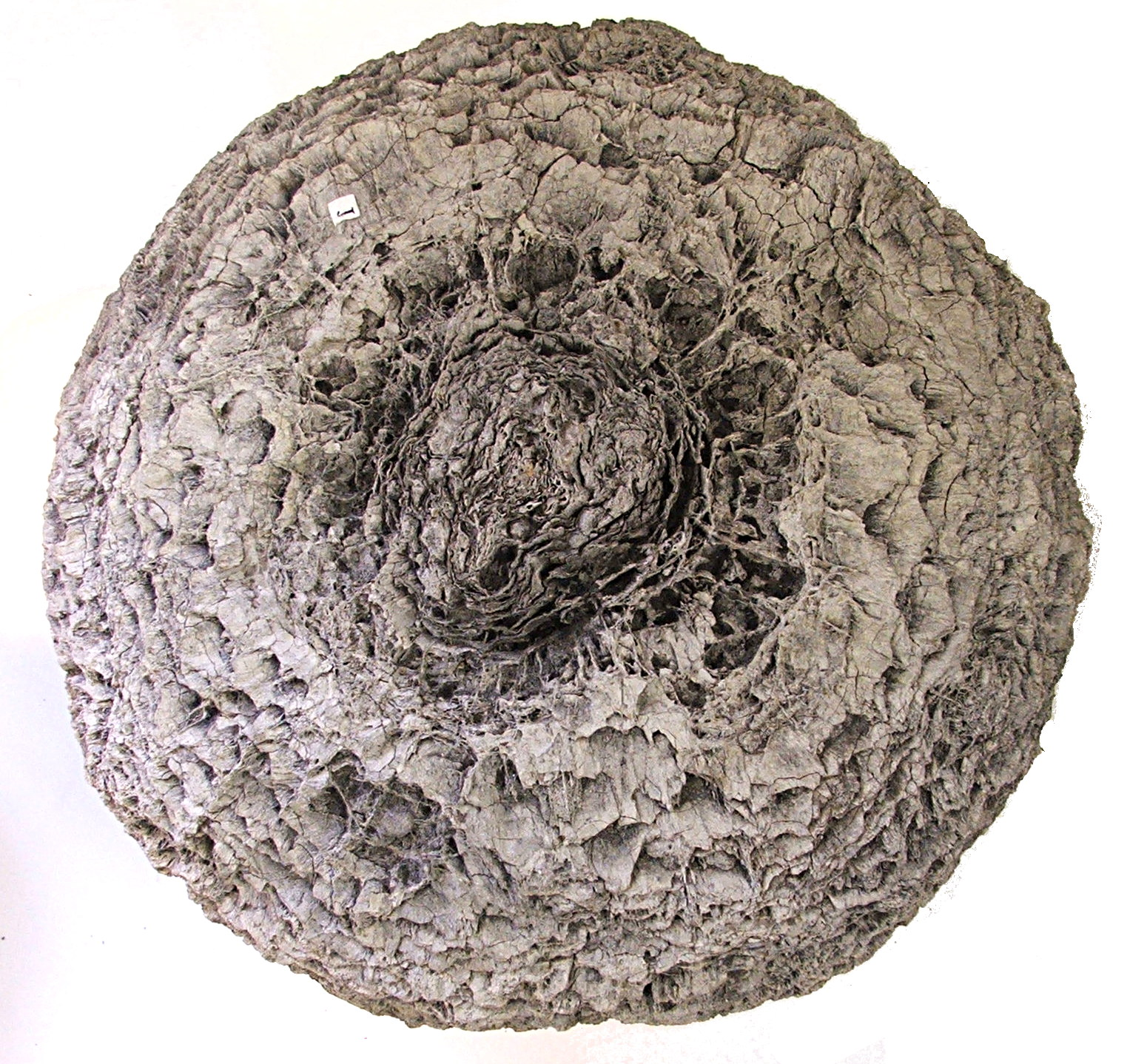
Un fósil aplastado por compresión.
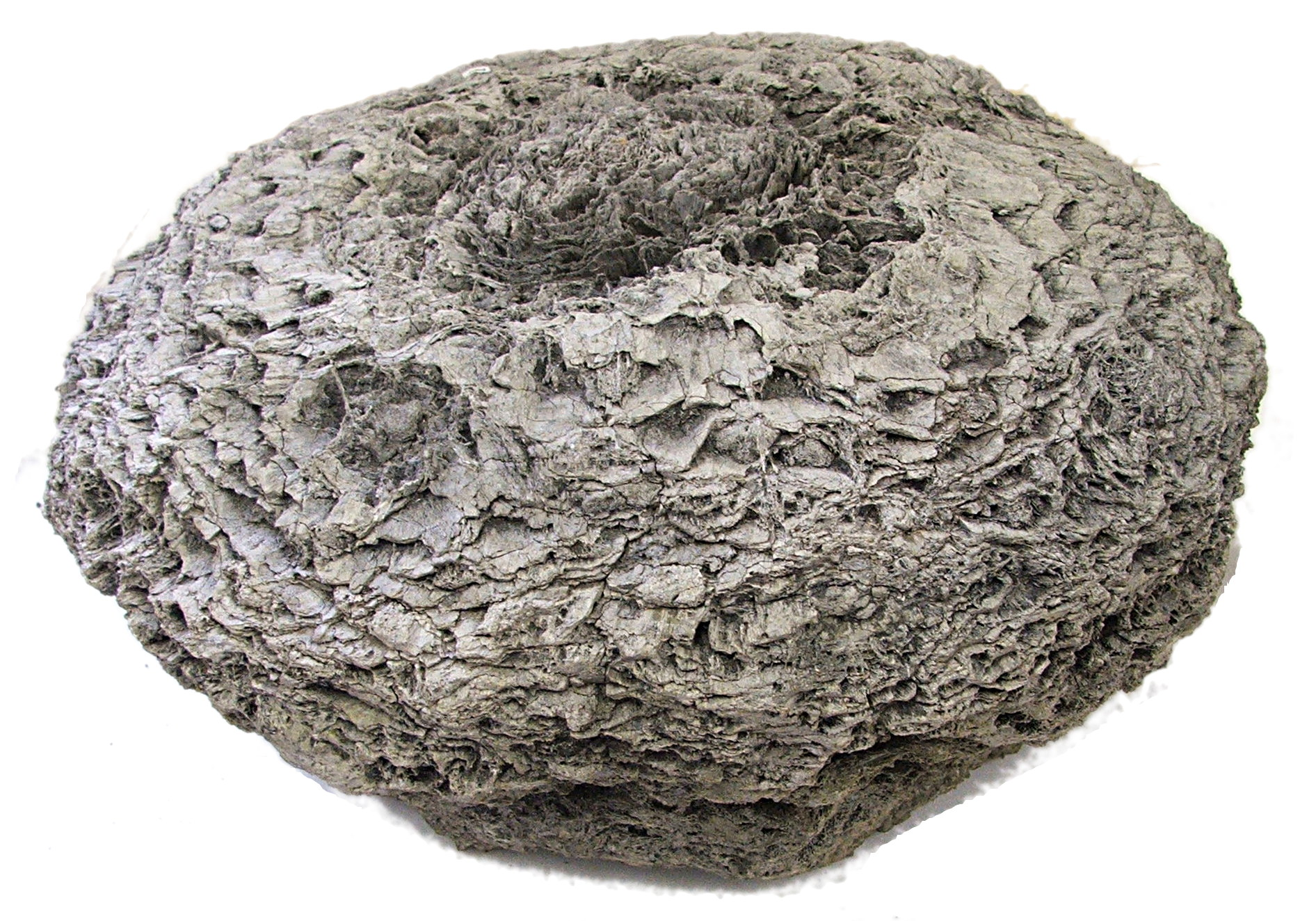
Vista lateral, con la "inflorescencia" arriba.
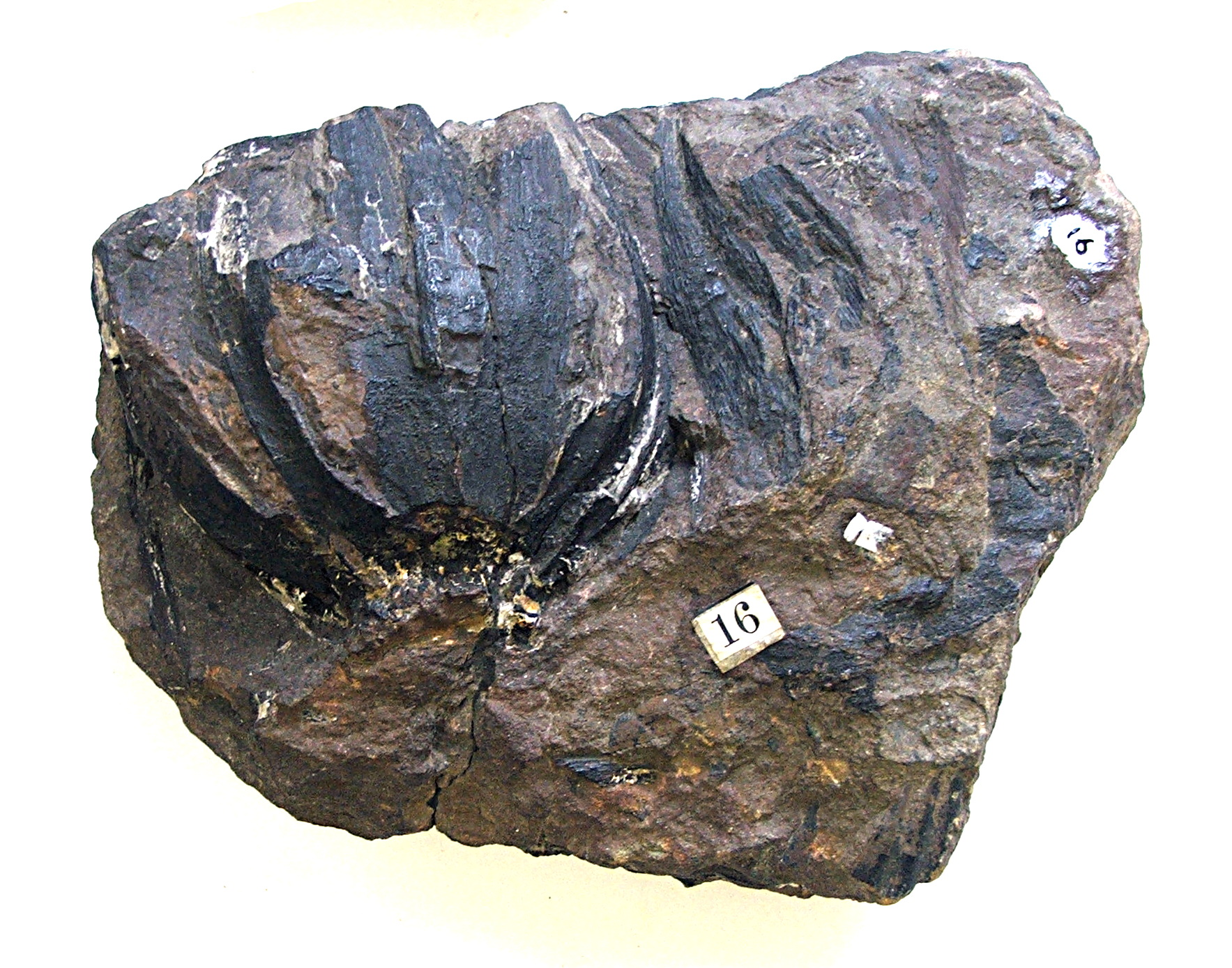
Una "inflorescencia".